# Francisco Navarro Ledesma

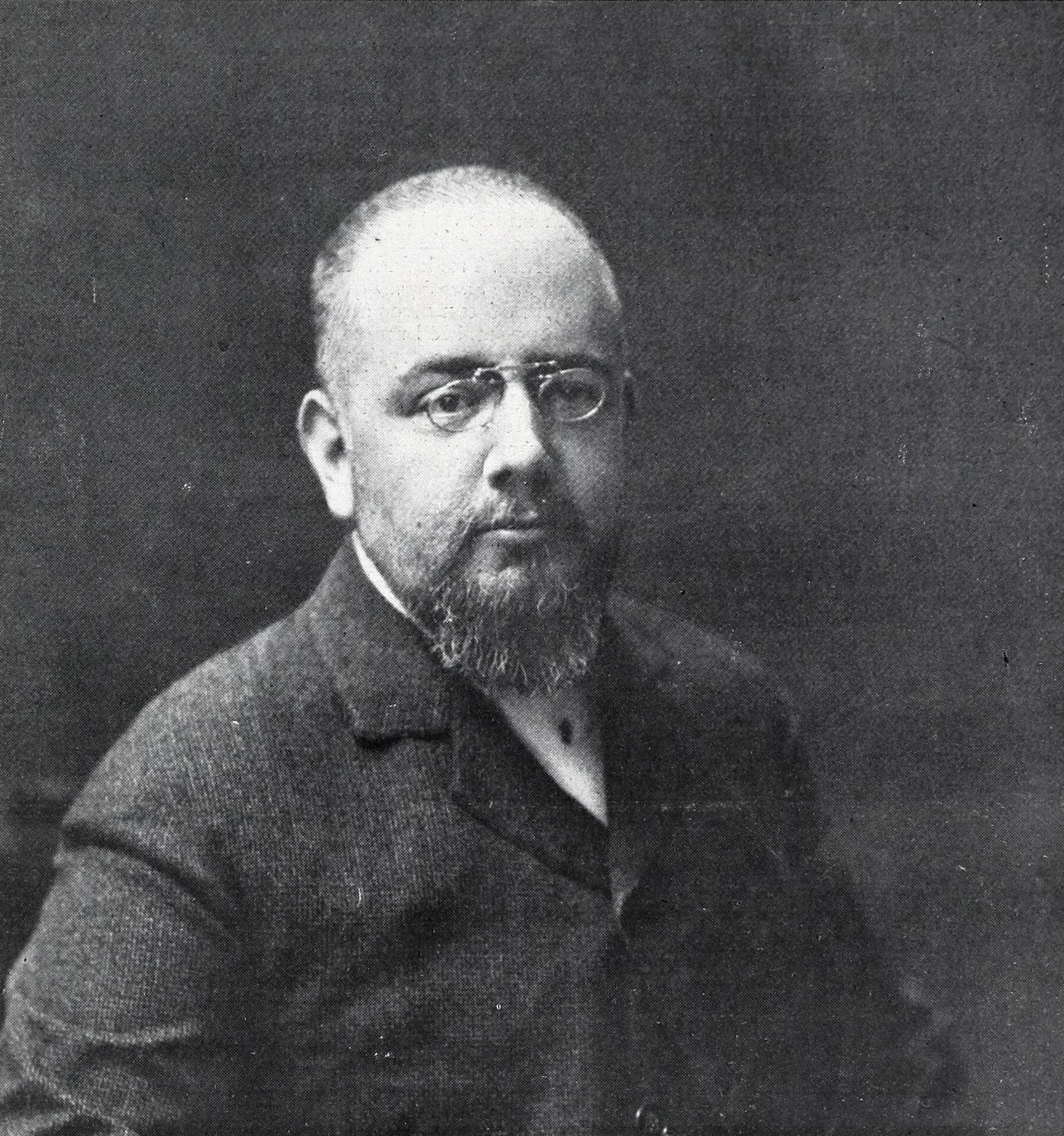
Francisco Navarro Ledesma.

Francisco Navarro Ledesma, född den 4 september 1869 i Madrid, död där den 21 september 1905, var en spansk författare. 
Navarro, som var professor i litteraturhistoria vid San Isidro-institutet, var i besittning av djup klassisk bildning, och hans arbeten utmärks av betydande formell talang så i prosa som vers. Hans krönikor över dagens händelser, En tal dia como hoy... (i El Globo), var till innehållet av högt värde och i formellt hänseende glänsande, och hans lyriska dikter, Siesta sevillana (i tidskriften Blanco y Negro), erinrar om Leconte de Lisle. Navarros mycket besökta föreläsningar har utkommit i bokform under titeln Lecciones de literatura. Av övriga arbeten kan nämnas Resumen de historia literaria, Lecturas literarias, en antologi, som är en framställning av det bästa av gammal och modern spansk litteratur, Nociones de gramática práctica de la lengua castellana, ett lärt filologiskt arbete, och El ingenioso hidalgo Miguel de Cervantes Saavedra, som ställer Navarro på högsta planet som lärd cervantist. I Navarros efterlämnade papper finns mycket av stort litterärt intresse, särskilt i brev och i synnerhet rörande den så tidigt bortgångne Ganivet y García.